# Antrocephalus nitidus
Antrocephalus nitidus är en stekelart som beskrevs av T.C. Narendran 1989. Antrocephalus nitidus ingår i släktet Antrocephalus och familjen bredlårsteklar.
Artens utbredningsområde är Filippinerna. Inga underarter finns listade i Catalogue of Life.